# Рил
Вижте пояснителната страница за други значения на Рил.
Рил (на английски: Rhyl; на уелски: Y Rhyl, Ъ Рил) е град в Северен Уелс, графство Денбишър. Разположен е на брега на Ирландско море около устието на река Клуид на около 25 km западно от английския град Ливърпул. Има жп гара и пристанище. Морски курорт. Населението му е 25 149 души (2011).

## Спорт
Представителният футболен отбор на града се казва ФК Рил. Дългогодишен участник е в Уелската Висша лига.

## Личности
Родени
- Сара Шугърман (р. 1962), уелска киноактриса и кинорежисьорка